# AIM-54鳳凰飛彈

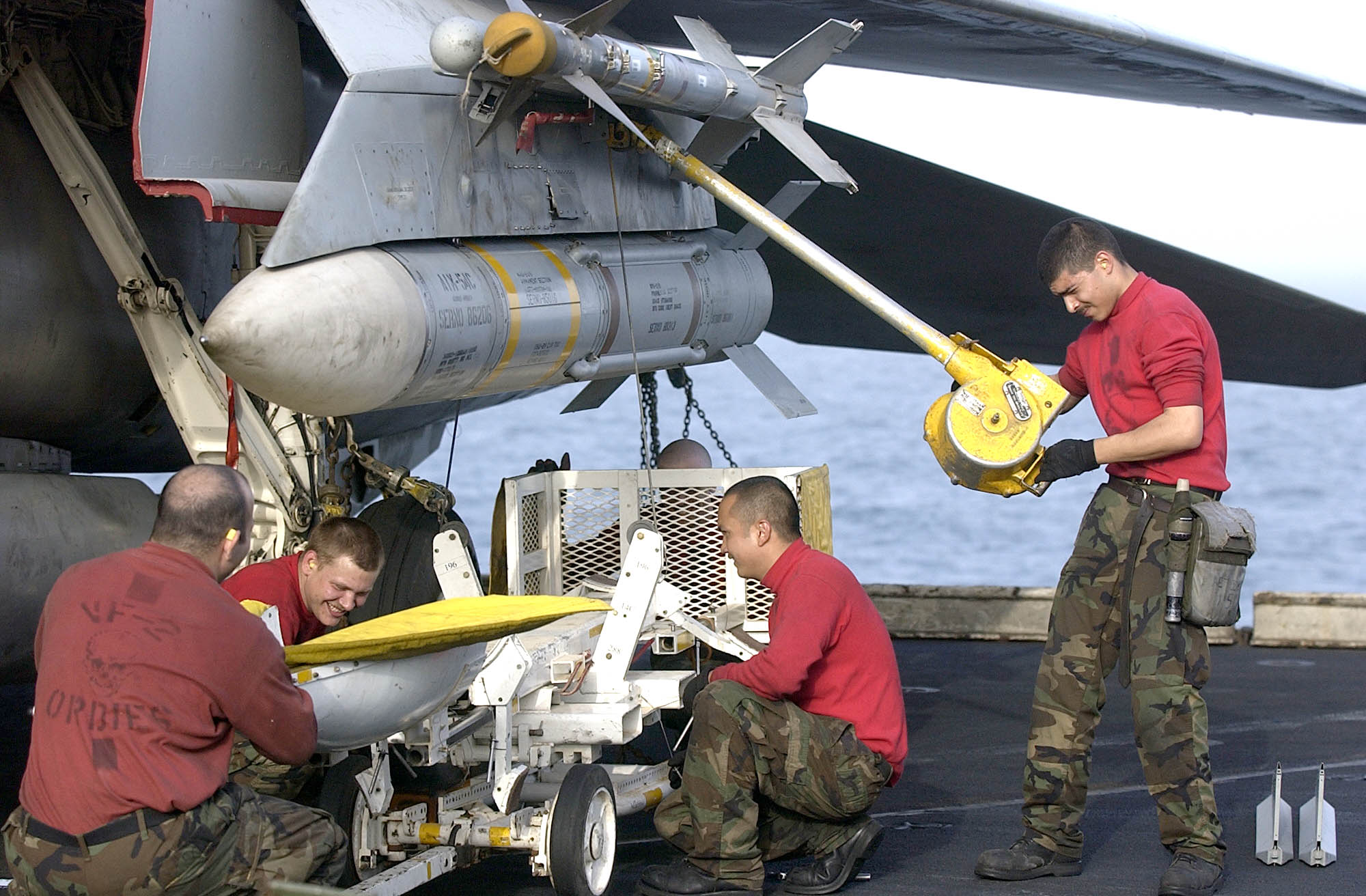
置於F-14掛架上的AIM-54

AIM-54「鳳凰」空對空飛彈（AIM-54 Phoenix），是全世界第一種量產主動雷達導引的空對空飛彈，F-14戰鬥機的專屬武器，並由美國與伊朗操作。曾經保持空對空導彈射程最遠記錄達數十年，直到2012年被俄羅斯Vympel R-33(AA9)的三代改良型打破，而同時美國的AIM-120D(第四代改良型)擁有與鳳凰導彈相當的射程而且重量輕很多。由於美國海軍已經於2004年9月30日將此型飛彈全面除役，伊朗成為唯一仍在使用鳳凰飛彈的國家。

## 發展歷史
美國海軍的機載長程空對空飛彈概念從1951年圖-4轟炸機投放核彈後就進行研發，在美軍的假設中，可以攜帶核彈的長程攻擊機與遠程飛彈是海軍防空面對的主要假想敵。對抗這些目標需要一種長航程的攔截機，攜帶長距離射程的飛彈使艦隊防禦盡可能拉長。最初的構想是由F6D戰鬥機，它配備了AN/APQ-81雷達與AAM-N-10飛彈，可以比AIM-7麻雀飛彈接戰距離更遠，但計畫在1960年12月取消。 
AIM-54的直接發展史可以追溯到美國空軍從1950年代末期為XF-108輕劍戰鬥機與YF-12戰鬥機這兩款攔截機，發包給休斯飛機公司研製的AIM-47飛彈與AN/ASG-18射控系統（Fire Control System,FSC）。雖然兩款攔截機都取消計畫，但AIM-47飛彈與相關系統也接近完成，因為美國國防部高層提出共用機種構想，而讓海軍導入F-111B之際，海軍也承接了該技術儲備，並將它們移植到F-111B上。
海軍將新型飛彈定名為AAM-N-11，但外型即為AIM-47的放大版本，隨後在1963年2月將飛彈取名為鳳凰，1963年6月隨著三軍編碼重整而將代號更換為AIM-54。AWG-9則是ASG-18調整尺寸適合艦載機運用的改良版本。
1965年，XAIM-54A飛彈展開飛行測試。1966年6月8日，由NA-3A測試機掛載全功能鳳凰飛彈進行完整射擊測試，並成功擊落無人靶機。
1967年，F-111B原型機出廠，但隨後的測試成果不佳，導致1968年時F-111B被美國國會刪除開發預算計畫取消，但當時AIM-54／AWG-9這套組合已經完成工程開發。美國海軍將相關的技術成果轉移給VFX計畫（日後的F-14）使用，使鳳凰飛彈成為歷史上第一種正式服役的主動雷達導引空對空飛彈，而已經生產的F-111B則轉用為鳳凰飛彈的測試載臺物盡其用。
1969年，鳳凰飛彈開始在F-111B上測試。至1970年5月前，美軍試射了29枚鳳凰飛彈，其中22枚成功發射。
隨著F-14原型機出廠，鳳凰飛彈的後續測試轉入F-14實機測驗。1972年4月28日，鳳凰飛彈完成在F-14掛載下的首次試射任務；同年12月，首次完成多目標接戰測試，1架F-14以4發鳳凰飛彈朝5個目標接戰，其中1個目標直接命中、3個目標在近發狀態下判定擊毀，至此美國海軍排定AIM-54飛彈進入量產階段。第一批量產的AIM-54A在1973年交付美國海軍操作，在1973年6月的射擊演習中擊落了203公里（110海浬）外的BQM-34E火蜂無人靶機，為當時創下之最遠擊落紀錄。鳳凰飛彈在1973年11月通過了技術驗證（TECHEVAL），1974年11月通過了操作驗證（OPEVAL），大約有2500枚A型飛彈進入服役。
AIM-54B並不是正式生產型，僅僅只是以改裝套件在維修單位直接改裝的快速應急版。改進部分改變控制面使用的材質，以及使用無液體的液壓系統。此外，伊朗政權快速變換並且與美國關係快速惡化，基於伊朗可能將飛彈科技交給蘇聯的顧慮，AIM-54B也對程式系統作出修正，以避免蘇聯有機會藉由取得伊朗的A型飛彈而加以破解（但蘇聯已經成功開發類似於AIM-54的AA-9空對空飛彈，裝置於MiG-31攔截機上）。
AIM-54C於1977年展開研發工作，各項測試在1979年開放，技術驗證（TECHEVAL）在1982年5月開放，同年11月完成，操作驗證（OPEVAL）在1983年3月開始，同年8月完成，所有測試到1985年完成，1981年有30枚測試飛彈交給海軍進行驗證的工作，1983年進入量產階段，可是1984年發現有一枚飛彈的品質有問題而使得生產計畫必須延緩。AIM-54C在研發過程當中必須考慮到蘇聯可能取得A型的資料所具備的反制能力，以及美國自己可能面對伊朗擁有的鳳凰飛彈時的反制手段。
最後的改良型號為AIM-54 ECCM/Seal，改良包括使用可程式化記憶體，來自AIM-120飛彈的行波管放大器（提高10倍的輸出能量）、新的低旁波瓣天線、提升飛彈的反電子干擾（ECCM）能力，並且不再需要使用冷卻劑冷卻。技術驗證（TECHEVAL）在1985年6月完成，操作驗證（OPEVAL）在1988年7月完成，除了新生產的飛彈以外，部分服役中的AIM-54C利用改良套件提升為AIM-54 ECCM/Seal型，總計有超過1000枚的C型飛彈遞交美國海軍。

## 設計
AIM-54彈體長3.96公尺，直徑380毫米，靠近彈體中央後部有四片固定三角翼面延伸至飛彈尾部，在這四片翼面後方是四片長方型控制面。AIM-54A重443公斤，AIM-54C增加到463公斤。A型是連續桿而C型採用高爆破片設計，引信有撞擊和近發兩種。AIM-54的彈頭重達60公斤，創下目前為止所有空對空飛彈中最重的紀錄，可輕易以單枚飛彈擊落大型機。
AIM-54C利用電子技術的進步大幅提升A型的設計與可靠性。改良的部分包含新的固態尋標頭收發單元，可程式化數位訊號處理器，數位自動駕駛儀以及簡化版的慣性導引系統等。飛彈改用摩托羅拉公司生產的DSU-28C/B引信強化飛彈在不同高度正確引爆的能力。美國海軍表示，在C型服役以前，鳳凰飛彈對於蘇聯以轟炸機發射，自高空以超音速俯衝攻擊的反艦飛彈難以有效的攔截，新型飛彈徹底補足這個漏洞。
AIM-54飛彈可以在F-14飛行途中就先行啟動，可是飛彈的電子系統產生的熱量很高，如果不加以冷卻會讓彈體發生融化或者是起火的現象，甚至影響到攜帶的F-14的安全。因此AIM-54必須借助F-14內部儲存與傳輸到飛彈上的冷卻液，將這些廢熱帶走，以保證飛彈能夠正常使用。這個冷卻需求影響到發射前的準備工作，同時無法避免冷卻液洩漏的問題。直到C型飛彈以固態電子技術取代過去的設計，降低電子系統產生的熱量，免去對冷卻的需求。即使設計上如此複雜，6枚C型鳳凰飛彈還是可以在18分鐘左右掛載到F-14上。

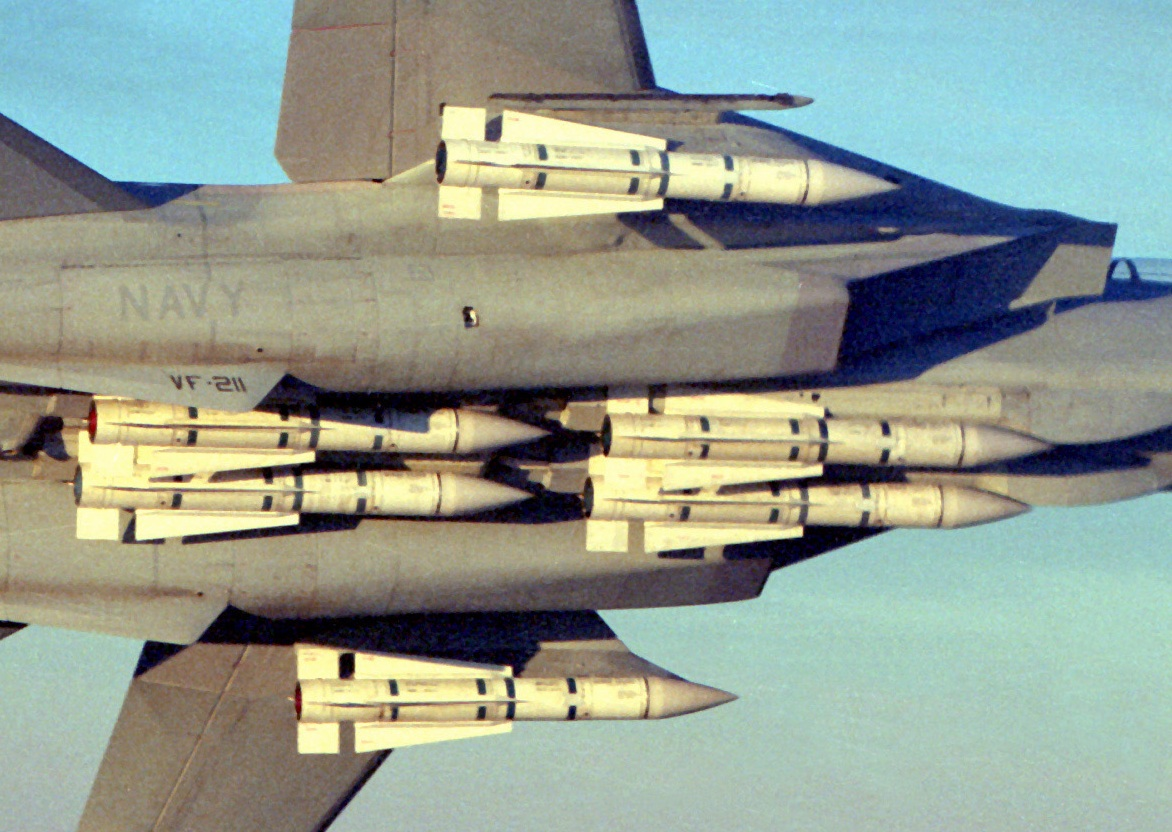
攜帶6枚AIM-54飛彈的F-14戰鬥機

## 操作
受限於早期電子技術以及射程的需要，AIM-54的體型相當龐大，F-14可以在機腹下攜帶4枚，機翼兩側固定翼套各攜帶1枚，總共6枚的數量。最初翼套下的兩枚是準備掛在進氣道下方，不過這個位置距離地面太近，安全高度不足，因此改為攜帶副油箱。可是攜帶6枚飛彈之後，即使在最低安全燃料量之下，航空母艦的飛行甲板仍舊無法支撐F-14降落時的衝擊，只能夠使用陸上機場跑道降落，在大多數的情況下F-14不會攜帶超過4枚AIM-54執行任務。
AIM-54的設計需求是可以讓F-14在短時間之內連續發射對付數個遠程目標，這些目標包括轟炸機，反艦飛彈與戰鬥機。傳統的半主動雷達導引一次只能對付一個目標，紅外線導引有效距離太短，因此主動雷達導引成為唯一的選擇，可是要達到這個設計目標，等於是要將一顆雷達縮小之後放進飛彈的鼻端，技術上的風險非常的高。
AIM-54在發射前先由F-14的AWG-9或者APG-71雷達在掃描同時追蹤模式下標定攻擊的目標，發射之後飛彈會先飛到24240公尺的高空（AIM-54C則為30300公尺），以最節省能量的飛行路徑達到最大的航程。在飛行途中F-14會持續以掃描同時追蹤模式掃描目標，飛彈本身在慣性導引下飛行，並且以无线电数据链的模式接收目標的新資料。當距離目標大約23公里的時候，飛彈鼻端的DSQ-26雷達會開始搜索並鎖定抓到的目標，這時候F-14就不再需要提供飛彈任何目標資料。
當目標出現干擾訊號的時候，AIM-54另外有朝干擾源歸向（Home on Jam）的模式來對付。

## 性能
F-14發射的AIM-54的限制為：速度範圍從最小到1.6馬赫，高度最大為15150公尺，最低高度為15公尺，飛機運動範圍從0到6.5G都可以發射。飛彈有效最短距離3.6公里，最大距離的說法很多，一般而言比較可信的是在128（AIM-54A）到144（AIM-54C）公里之間。最大速度是4.3（AIM-54A）到5（AIM-54C）馬赫，最大運動能力大約17g。
在研發過程當中曾經有過多次的試射以測驗和展示飛彈的性能，其中幾項測試為：
1. F-14飛行高度31500英尺，速度0.7馬赫，在很短的時間之內連續發射4枚飛彈攻擊4個距離在54公里外，飛行速度0.6馬赫，飛行高度分散在6060到7575公尺，橫向距離36公里波狀編隊靶機，其中一個目標被直接擊中，另外3枚判定在有效破壞距離以內通過目標。
2. 一架F-14攻擊模擬有電子干擾情況的轟炸機，目標飛行速度1.5馬赫，高度15150公尺，飛彈自198公里外的距離發射，以高角度彈道達到31360.5公尺高度，飛行130.5公里之後擊中目標。
3. 一架AQM-37A靶機模擬米格-25戰鬥機，飛行速度2.2馬赫，高度24846公尺，飛彈發射之後爬升10908公尺，飛行63公里之後擊中靶機。
4. 一架BQM-34A靶機模擬巡弋飛彈，飛行高度只有15公尺，F-14於3030公尺高度發射飛彈，飛行39.6公里之後擊中目標。
5. 一架QF-86靶機模擬運動目標，飛行高度4626公尺，速度925公里／時，由水平進入一個5G的螺旋俯衝，在2775公尺高度以6G的動作改出，F-14在飛行高度3050公尺，18公里外發射飛彈，準確命中目標。

F-14最重要的能力就是在短時間之內以6枚飛彈攻擊6個不同目標，這個測試一共進行過兩次，第一次是在1973年11月由John 'Smoke' Wilson與Jack H. Hawver兩位駕駛一架F-14進行。6個模擬的目標水平間隔15海浬，從最左邊開始分別是：
1. BQM-34E，1.1馬赫直線飛行。
2. QT-33，直線飛行。
3. QT-33，直線飛行。
4. BQM-34A，攔截過程中轉向朝前一架QT-33的方向飛行。
5. QT-33，攔截過程類似前一架BQM-34A飛行。
6. BQM-34A，攔截過程類似前一架BQM-34A飛行。

這些靶機的飛行高度介於6705到7315公尺之間。速度介於0.6到1.1馬赫之間。
攔截的F-14在開始追蹤階段距離目標176公里左右，高度8484公尺，一共花了3分55秒進行追蹤，然後在距離目標大約133.2公里外，耗去38秒發射6枚飛彈。攔截的成果是直接擊中3架，通過有效破壞距離一架，飛彈故障錯過一架（第二架QT-33），最外側的BQM-34A的訊號放大器故障，判定不算在測試範圍內。海軍因此宣稱命中率為80%。光是飛彈的部分就花費15萬4千美金（1973年幣值）的成本，然而結果引起非常多的爭議，諸多外界的評論認為測試的環境與設定與真實的環境下有極大的差異，這6個目標飛行高度與速度相差甚小，飛行方向集中在很小的範圍之內，同時每架靶機距離至少606公尺（2000英尺），相當容易分辨，而且所有的靶機都裝有訊號放大器，沒有劇烈的迴避動作，很難說服外界飛彈的確能夠應付實戰中的蘇聯轟炸機。
1979年AIM-54C進入試射階段時，美國海軍另外進行一次6發飛彈試射，但是這一次的試射只開放給當時的國會議員，結果仍舊保密，因此無法得知測試設定的環境與進行的細節。

## 實戰紀錄
由於操作重量的限制以及對於飛機阻力產生極大的影響，美國海軍極少攜帶鳳凰飛彈執行一般性的巡邏任務，數次F-14的作戰任務當中都只有攜帶麻雀飛彈與響尾蛇飛彈，直到1999年1月6日的南方守望行動（Operation Southern Watch）期間，自卡爾文森號航艦起飛、隸屬於VF-213的F-14D對兩架伊拉克MiG-25戰鬥機發射兩枚鳳凰飛彈，但這兩枚飛彈都因發動機故障而沒有擊中目標，這也是美國海軍唯一公開的實戰紀錄。
另一個鳳凰飛彈使用者伊朗空軍，在1980年代兩伊戰爭中，曾大量使用鳳凰飛彈擊落伊拉克飛機，根據不完整統計，兩伊戰爭期間鳳凰飛彈可能締造了62次擊落紀錄。
到2006年美國海軍將雄貓式戰機與鳳凰飛彈退役後，伊朗成為唯一仍舊操作鳳凰飛彈的國家。伊朗也盡可能的湊出該飛彈需要的相關零配件，包括在國內複刻以及從國外秘密管道引進。

## 仿製
伊朗於伊斯蘭革命前的巴勒維王朝與美國是親近關係，也因此取得F-14戰機與鳳凰飛彈。
两伊战争期间，伊朗空军使用F-14A战斗机发射不死鸟飛弹取得了一些战果，包括二十世紀空战史上最远距离击落敌机的记录就是伊朗的不死鸟飛弹創下。
2013年，伊朗公布外型與鳳凰飛彈高度相似的思想者90飛彈，外界推測此為伊朗逆向工程鳳凰飛彈的產物。
2018年中旬隨著美國單方面宣佈退出伊核協定與伊朗在敘利亞戰爭中和俄軍合作導致美國支持的叛軍節節敗退，兩國關係白熱化，伊朗宣布大規模量產仿製鳳凰飛彈，命名為「思想者90飛彈」（Fakour-90）。由於採用了現代21世紀的半導體電子技術去製造當年的鳳凰飛彈，使其效能有不少改進，重量也減輕1/3使得射程增加數十公里。但其實際性能與改進細節外界不得而知。
伊朗国防部长、参谋长联席会议主席共同出席了伊朗思想者90导弹批量生产开工典礼，伊朗国防部长阿米尔·哈塔米准将在仪式上说，「这种导弹是伊朗航空工业的专家和科学家突破封锁，立足本国技术能力的成果，我们在这里宣布，‘Fakour-90’导弹生产线的完整性和生产水平已经通过验收，正式进入生产」。

## 註解
1. ↑  它的前身AIM-47 隼才是第一種主動雷達導引空對空飛彈，雖然只生產80枚。

### 引文
1. 1 2 3 4 5  Friedman 1997，第427頁.
2. 1 2 3 4 5  .   [2021-3-10AIM-54 Phoenix Missile]. （原始内容存档于2018-12-23）.
3. ↑  . 中時新聞網.   [2022-05-10]. （原始内容存档于2022-05-10） （中文（臺灣））.
4. ↑  Parsons, Hall & Lawson 2011，第73頁.
5. ↑  . 美國國防部. 1999-01-05  [2013-03-30]. （原始内容存档于2012-12-31） （英语）.
6. ↑  John Stillion.  (PDF). Center for Strategic and Budgetary Assessments (CSBA): 22.   [2019-10-07]. （原始内容存档 (PDF)于2019-08-03）.
7. ↑  Theimer, Sharon. . Forbes.   [17 January 2007]. （原始内容存档于2007-01-19） （英语）.
8. 1 2  Cooper & Bishop 2004，第85頁.
9. ↑  .   [2018-07-25]. （原始内容存档于2018-07-24）.
10. ↑  .   [2018-07-25]. （原始内容存档于2018-11-12）.

### 書目
- Cooper, Tom; Bishop, Farzad. . Osprey Publishing. 23 September 2004. ISBN 9781841767871 （英语）.
- Friedman, Norman. . US Naval Inst Pr. 1997. ISBN 1-55750-268-4 （英语）.
- Parsons, Dave; Hall, George; Lawson, Bob. . Zenith Press. 17 July 2011. ISBN 9780760339817 （英语）.

## 外部連結
- The F-14 Tomcat Association（页面存档备份，存于）
- HOME OF M.A.T.S. - The most comprehensive Grumman F-14 Reference Work（页面存档备份，存于）
- Grumman F-14 Tomcat（页面存档备份，存于）
- F-14 Tomcat - Standard Fleet Fighter Aircraft（页面存档备份，存于）
- Carolinas Aviation Museum
- Air Power Analysis: F-14 Tomcat